# Sparta Warriors
Le Sparta Warriors est un club de hockey sur glace de Sarpsborg en Norvège. Il évolue en EliteHockey Ligaen, l'élite norvégienne.

## Historique
Le club est créé en 1928. Il a remporté le Championnat de Norvège à deux reprises. Le club a également porté les noms de IHK Sparta Sarpsborg et Sparta Bears.

## Palmarès
- Championnat de Norvège :
  - Champion (3) : 1984, 1989, 2011.
  - Vice-champion (3) : 1983, 1986, 1991
- Championnat de Norvège D2 :
  - Champion (1) : 1997.

## Joueurs